# KYO-MEIライブ 〜裸足の夜明け〜 at 日本武道館
『KYO-MEIライブ 〜裸足の夜明け〜 at 日本武道館』（キョウメイライブ はだしのよあけ アット にほんぶどうかん）は、日本のバンドTHE BACK HORNの5枚目のDVDである。2008年10月8日発売。発売元はビクターエンタテインメント。

## 概要
- 2008年6月7日に行われた初の日本武道館でのライブをノーカットで収録
- 通常盤と初回限定盤の二種リリース。初回限定盤には武道缶パッケージ・フォトブックレット・万能マグネット・復刻Tシャツ専用申し込みハガキを封入。

## 収録曲
1. オープニング〜夜明けの雫〜
2. 覚醒
3. 野生の太陽
4. 幾千光年の孤独
5. 光の結晶
6. 生命線
7. 罠
8. 世界樹の下で
9. ジョーカー
10. アカイヤミ
11. ひとり言
12. 夢の花
13. 未来
14. 声
15. ブラックホールバースデイ
16. コバルトブルー
17. 刃
18. キズナソング
19. サニー -Encore-
20. 涙がこぼれたら -Encore-
21. 無限の荒野 -Encore-
22. 冬のミルク -Double Encore-